# Máfia judaica
A Máfia Judaica surgiu inicialmente dentro da comunidade judaica americana durante o final do Século XIX e início do Século XX. Na mídia e na cultura popular, ela tem sido chamada de Máfia Judaica, Máfia Kosher, Conexão Iídiche, Kosher Nostra ou Undzer Shtik (em Língua iídiche: אונדזער שטיק). Os dois últimos termos são referências diretas à Cosa Nostra italiana; o primeiro é um jogo de palavras com a palavra kosher, referindo-se às leis alimentares judaicas, enquanto o último é uma tradução da frase italiana cosa nostra para o Iídiche, que era na época a língua predominante da diáspora judaica nos Estados Unidos.
No final do Século XIX e início do Século XX, na cidade de Nova Iorque, Monk Eastman (que provavelmente não era judeu) operava uma poderosa gangue judaica conhecida como Eastman Gang, que competia com gangues italianas e irlandesas, notavelmente a Five Points Gang de Paul Kelly, pelo controle do submundo da cidade de Nova Iorque. Outra gangue notória, conhecida como Lenox Avenue Gang, liderada por Harry "Gyp the Blood" Horowitz, era composta principalmente por membros judeus e alguns membros italianos (como Francesco Cirofisi). Foi uma das gangues mais violentas do início do século XX e ficou famosa pelo assassinato do jogador e gangster Herman Rosenthal.
No início da década de 1920, estimulados pelas oportunidades econômicas dos Roaring Twenties e, mais tarde, estimulados pela Lei Seca, figuras do crime organizado judeu, como Arnold Rothstein, controlavam uma vasta gama de empresas criminosas, incluindo contrabando, agiotagem, jogo de azar e apostas. De acordo com o escritor policial Leo Katcher, Rothstein "transformou o crime organizado de uma atividade criminosa de bandidos em um grande negócio, administrado como uma corporação, com ele no topo". Rothstein foi supostamente responsável por fraudar a World Series de 1919. Ao mesmo tempo, a máfia judaica de contrabando conhecida como The Purple Gang dominou o submundo de Detroit durante a Lei Seca, enquanto os  Bugs and Meyer Mob operavam no Lower East Side da cidade de Nova Iorque antes de serem absorvidos pela Murder, Inc. e se tornarem afiliados da Cosa Nostra Americana.
A gangue majoritariamente formada por judeus-americanos e ítalo-americanos era conhecida como Murder, Inc., e mafiosos judeus como Meyer Lansky, Mickey Cohen, Harold "Hooky" Rothman, Dutch Schultz e Bugsy Siegel desenvolveram laços estreitos com a máfia ítalo-americana e ganharam uma quantidade significativa de influência dentro dela; eventualmente, eles formaram um sindicato criminoso pouco organizado, majoritariamente judeu e italiano, que a imprensa chamou de Sindicato Nacional do Crime. Grupos criminosos judeus e italianos se tornaram cada vez mais interconectados nas décadas de 1920 e 1930, e suas conexões continuaram na década de 1960 e além, em parte porque ambos os grupos frequentemente ocupavam os mesmos bairros e status sociais da época. Os dois grupos criminosos étnicos se tornaram especialmente próximos na cidade de Nova Iorque após o estabelecimento de um relacionamento próximo entre os parceiros Lucky Luciano e Meyer Lansky e sua subsequente eliminação de muitos dos chamados "Mustache Pete" — gângsteres nascidos na Sicília que frequentemente se recusavam a trabalhar com não italianos e até mesmo não sicilianos. As linhas entre organizações criminosas judaicas e italianas muitas vezes se confundiram ao longo do Século XX. Por décadas depois, mafiosos judeus-americanos continuariam a trabalhar em conjunto e, às vezes, competiriam com o crime organizado ítalo-americano.

## Origens e características

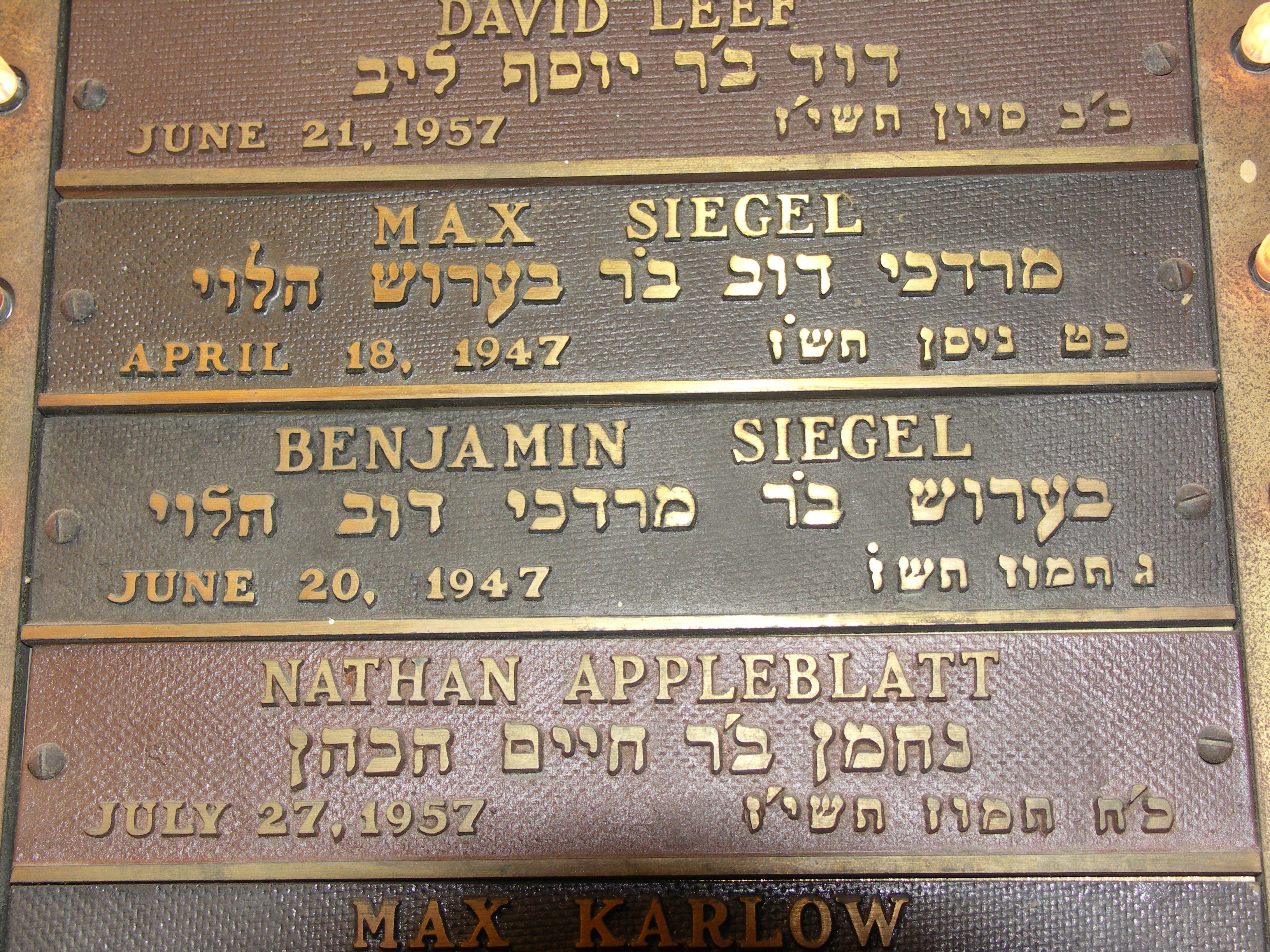
Placa memorial da família Siegel na Sinagoga Bialystoker

Os gangsters judeus-americanos estavam envolvidos em muitas atividades criminosas diferentes, incluindo assassinato, extorsão, contrabando e prostituição e narcóticos. O papel deles também foi significativo no crescente movimento trabalhista de Nova Iorque, especialmente nos sindicatos de vestuário e transporte, bem como na indústria avícola. O crime organizado judaico alimentou o antissemitismo e preocupou profundamente a comunidade judaica. O crime organizado judaico foi usado por antissemitas e apoiadores anti-imigração como argumentos para reforçar sua agenda. Gangues judaicas controlavam partes do Lower East Side e Brownsville na cidade de Nova Iorque, e também estavam presentes em outras grandes cidades americanas. O chefe da máfia judaica americana Kid Cann dominou Minneapolis por mais de quatro décadas e continua sendo o mafioso mais notório da história de Minnesota.
O crime organizado judaico-americano era um reflexo da sucessão étnica entre os gângsteres, que tendia a seguir as ondas de imigrantes nos Estados Unidos: ingleses, alemães, irlandeses, judeus, italianos, asiáticos e latinos. O envolvimento étnico no crime organizado deu origem a teorias da conspiração alienígena na comunidade policial dos Estados Unidos, nas quais a concepção do crime organizado como uma entidade alienígena e unida era vital. O envolvimento de uma pequena porcentagem de imigrantes recentes no crime organizado criou um estereótipo duradouro de imigrantes desonestos que corrompem a moralidade dos americanos nativos. O crime organizado era um conjunto complexo de relações entre os criminosos judeus e italianos recém-chegados e grupos como as redes de crime organizado irlandesas-americanas, que tinham sido estabelecidas antes da década de 1920 e às quais os grupos mais novos estavam por vezes subordinados.
Embora nunca tenham recebido o mesmo nível de atenção cultural da máfia ítalo-americana, a partir do final da década de 1960, gângsteres judeus-americanos passaram a figurar como personagens da literatura judaico-americana. Para alguns escritores, os gângsteres e boxeadores judeus da era pós-Segunda Guerra Mundial eram vistos como modelos literários mais durões e agressivos, libertando a comunidade do estigma de indefesa e impotência, em comparação com a agressividade física e a ilegalidade mais associadas aos imigrantes irlandeses e italianos. De acordo com Rich Cohen, autor de Tough Jews: Fathers, Sons and Gangster Dreams: "Se os gangsters judeus ainda prosperassem hoje, se não tivessem se tornado legítimos, se os judeus da minha geração não os considerassem invenções, criaturas a serem classificadas como o Pé-grande e o monstro do Lago Ness, acho que a comunidade judaica estaria melhor". No entanto, a descrição de Cohen sobre os gangsters judeus ignora sua criminalidade e imoralidade. Esses personagens durões ainda eram gangsters que extorquiam, exploravam e assassinavam outros membros da comunidade judaico-americana para obter lucro. Eles forçavam mulheres judias à prostituição, e eram geralmente considerados um flagelo dentro de sua própria comunidade.

## História

### Século XIX ao início do Século XX
Uma grande onda de imigrantes judeus da Europa Oriental no final do Século XIX e início do Século XX produziu mafiosos judeus como Max "Kid Twist" Zwerbach, "Big" Jack Zelig e Vach "Cyclone Louie" Lewis, que competiam e eram reconhecidos por gangues italianas e irlandesas.
Assim como aconteceu com suas contrapartes italianas, gangues especializadas em extorsão começaram a operar nos bairros predominantemente judeus do Lower East Side de Nova Iorque, com destaque para a chamada Yiddish Black Hand, liderada por Jacob Levinsky, Charles "Charlie the Cripple" Litoffsky e Joseph Toplinsky, no início do Século XX. Um significativo submundo judaico já existia em Nova Iorque no início do Século XX, com mafiosos judeus conversando em um jargão de origem iídiche. Um cafetão era conhecido como "simcha", um detetive como "shamus" e um vagabundo como "trombenik". O crime organizado judeu-americano surgiu entre "crianças de favelas que, quando pré-púberes, roubavam de carrinhos de mão, que, quando adolescentes, extorquiam dinheiro de donos de lojas, que, quando jovens adultos, praticavam o schlamming" (empunhando um cano de ferro, enrolado em jornal, contra trabalhadores em greve ou contra fura-greves), até que, quando adultos, se juntaram a gangues bem organizadas envolvidas em uma ampla variedade de empreendimentos criminosos impulsionados pela proibição.
A atração pelo dinheiro rápido, pelo poder e pelo romantismo do estilo de vida criminoso era atraente tanto para os imigrantes judeus de segunda geração quanto para os italianos. Houve uma suposta "onda de crimes" judaica no início do Século XX em Nova Iorque. Em números perturbadores, jovens judeus se juntaram a quadrilhas criminosas junto com filhos de imigrantes irlandeses, italianos e outros. Os números de criminalidade e população mostram que os judeus em Nova Iorque cometeram crimes em uma taxa muito abaixo da média da sociedade em geral. Conforme descrito pelo sociólogo Stephen Steinberg, menos de um sexto das prisões por crimes graves da cidade eram judeus durante a década de 1920, quando os judeus constituíam quase um terço da população da cidade.
À medida que o Século XX avançava, mafiosos judeus-americanos como "Dopey" Benny Fein e Joe "The Greaser" Rosenzweig entraram na extorsão trabalhista, contratando para empresas e sindicatos como homens fortes. A extorsão trabalhista ou "labor slugging", como era conhecida, se tornaria uma fonte de conflito, pois ficou sob o domínio de vários extorsionários, incluindo os ex-membros da Five Points Gang Nathan "Kid Dropper" Kaplan e Johnny Spanish durante as guerras dos sluggers trabalhistas até sua eventual tomada por Jacob "Gurrah" Shapiro em 1927. Outras figuras do crime organizado judeu envolvidas no controle de sindicatos incluem Moses Annenberg e Arnold Rothstein, este último supostamente responsável por fraudar a World Series de 1919.

### Lei Seca
De acordo com o escritor policial Leo Katcher, Rothstein "transformou o crime organizado de uma atividade criminosa de bandidos em um grande negócio, administrado como uma corporação, com ele no topo". De acordo com Rich Cohen, Rothstein era a pessoa a ser vista durante a Lei Seca (1920–1933) se alguém tivesse uma ideia para uma tremenda oportunidade de negócio, legal ou não. Rothstein "entendeu as verdades do capitalismo do início do Século XX (hipocrisia, exclusão, ganância) e veio a dominá-las"; Rothstein era o "Moisés dos gangsters judeus", filho de um homem rico, que mostrou aos bandidos jovens e sem educação do Bowery como ter estilo. Lucky Luciano, que se tornaria um chefe proeminente dentro da Máfia Ítalo-Americana e organizaria as Cinco Famílias de Nova Iorque, uma vez afirmou que Arnold Rothstein "me ensinou a me vestir". O traje estereotipado do mafioso americano retratado em filmes pode parcialmente traçar suas raízes diretamente a Rothstein.
Durante a Lei Seca, gangsters judeus se tornaram grandes agentes no submundo americano e desempenharam papéis importantes na distribuição de álcool ilegal e na disseminação do crime organizado pelos Estados Unidos. Na época, gangues judaicas operavam principalmente nas maiores cidades dos Estados Unidos, incluindo Cleveland, Detroit, Minneapolis, Newark, Nova Iorque e Filadélfia; várias gangues de contrabandistas, como a Bug and Meyer Mob, liderada por Meyer Lansky e Bugsy Siegel, e a Purple Gang de Abe Bernstein veria a ascensão do crime organizado judeu-americano ao seu auge. Outros mafiosos judeus, incluindo Dutch Schultz da cidade de Nova Iorque, Moe Dalitz de Michigan, Kid Cann de Minneapolis, Charles "King" Solomon de Boston e Abner "Longy" Zwillman (o "Al Capone de Nova Jersey") enriqueceram durante a Lei Seca.
Durante esse período, Luciano eliminou com sucesso os chefes da Máfia Siciliana do Velho Mundo, como Joe Masseria e Salvatore Maranzano, na Guerra Castellammarese de 1931, e assumiu o controle da Cosa Nostra Americana de Nova Iorque. Luciano não discriminava judeus e valorizava associados de longa data, como Meyer Lansky e Bugsy Siegel. Vários gangsters judeus, como Red Levine e Bo Weinberg, foram usados na guerra como assassinos não italianos insuspeitos. Depois que Masseria e Maranzano foram assassinados, uma conferência foi realizada no Franconia Hotel, em Nova Iorque, em 11 de novembro de 1931, que incluiu mafiosos judeus como Jacob Shapiro, Louis "Lepke" Buchalter, Joseph "Doc" Stacher, Hyman "Curly" Holtz, Louis "Shadows" Kravitz, Harry Tietlebaum, Philip "Little Farvel" Kovolick e Harry "Big Greenie" Greenberg. Durante esta reunião, Luciano e Lansky convenceram os mafiosos judeus-americanos dos benefícios de cooperar com a Máfia Ítalo-Americana em um consórcio recém-criado chamado Sindicato Nacional do Crime pela imprensa. Na conclusão da reunião, Siegel supostamente declarou "Os yids e os dagos não lutarão mais entre si".
Os gangsters judeus hostis à ideia de cooperação com rivais não judeus gradualmente recuaram, principalmente o contrabandista da Filadélfia Waxey Gordon, que foi condenado e preso por sonegação fiscal com base em evidências fornecidas ao procurador dos Estados Unidos Thomas E. Dewey por Lansky. Após a prisão de Gordon, suas operações foram assumidas por Nig Rosen e Max "Boo Hoo" Hoff.
Durante a Lei Seca, Moe Dalitz fundou o Sindicato de Cleveland com os colegas gângsteres judeus Louis Rothkopf, Maurice Klein, Sam Tucker, Charles Polizzi e o gângster irlandês Blackjack McGinty. Charles Polizzi nasceu Leo Berkowitz, filho de pais biológicos judeus que morreram quando ele era um bebê. Charles foi adotado pela família Polizzi e seu irmão adotivo, Alfred Polizzi, era o chefe da italiana Mayfield Road Mob. O Sindicato estava fortemente envolvido com o contrabando no Lago Erie e desenvolveu o que era conhecido como a Pequena Marinha Judaica. O Sindicato operava cassinos em Youngstown, no norte do Kentucky e na Flórida. O Sindicato compareceu à Atlantic City Conference representando Cleveland. O Sindicato administrou vários cassinos em Newport, Kentucky, incluindo o original The Flamingo Hotel & Casino (1946) e o Tropicana. O reinado do Sindicato, no norte do Kentucky, chegou ao fim após uma tentativa frustrada de desacreditar George Ratterman, um candidato a xerife, e uma repressão federal durante o governo Kennedy.
Os membros do Sindicato de Cleveland foram os primeiros investidores do Desert Inn, em Las Vegas, e o possuíram até ser comprado por Howard Hughes. Seus membros investiram em pistas de hipismo, incluindo River Downs, Fair Grounds Race Course, Thistledown Racecourse, Fairmount Park Racetrack, Aurora Downs e Agua Caliente Racetrack.
Sob o comando de Lansky, mafiosos judeus se envolveram em interesses de jogos de azar em Cuba, Miami e Las Vegas. Buchalter também lideraria a predominantemente judaica Murder, Inc. como assassinos exclusivos do sindicato Luciano-Meyer.

### Pós Segunda Guerra Mundial

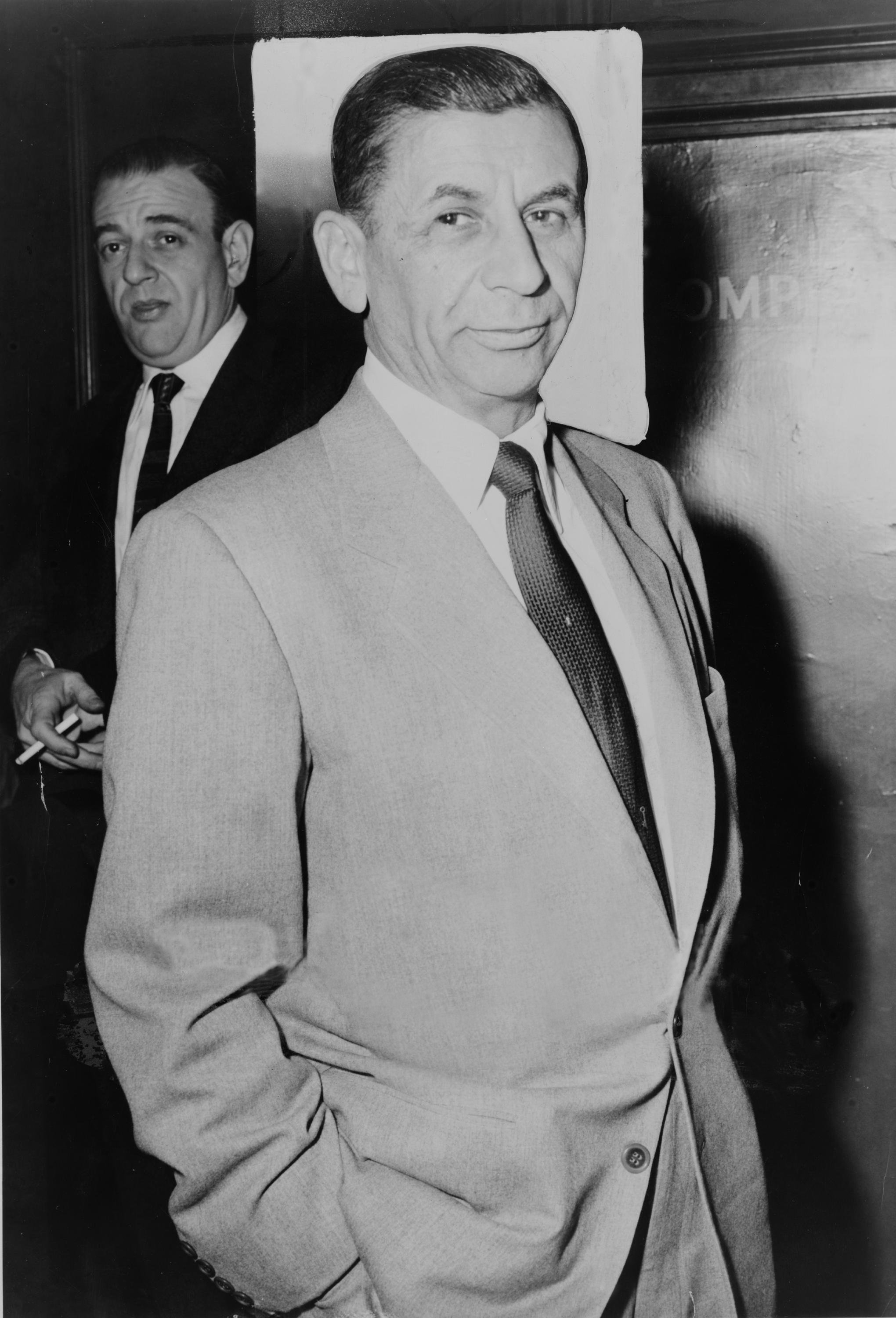
Meyer Lansky em 1958

Após a Segunda Guerra Mundial, as figuras dominantes no crime organizado tendiam a ser ítalo-americanos de segunda geração e judeus-americanos. Até a década de 1960, a presença judaica no crime organizado ainda era reconhecida como significativa. Como o mafioso de Los Angeles Jack Dragna explicou ao assassino de aluguel e mais tarde informante do governo Jimmy Fratianno:
"Meyer tem uma família judia construída nos mesmos moldes que a nossa. Mas a família dele está por todo o país. Ele tem caras como Lou Rhody e Dalitz, Doc Stacher, Gus Greenbaum, caras espertos pra caralho, bons homens de negócios, e eles sabem que não é melhor tentar nos foder."
Mafiosos judeus, como Meyer Lansky e Mickey Cohen, de Los Angeles, juntamente com Harold "Hooky" Rothman, continuaram a deter poder significativo e a controlar grupos do crime organizado em Nova Iorque, Nova Jersey, Chicago, Los Angeles, Miami e Las Vegas, enquanto a presença judaico-americana permaneceu forte em redes criminosas ítalo-americanas. Shondor Birns era um chefe do crime judeu, em Cleveland, que controlava números, prostituição, roubo e esquemas de jogo. Birns foi ativo até 1975, quando foi assassinado pelo gangster irlandês Danny Greene.
O crime organizado judaico-americano surgiu da desorganização e da pobreza, onde a linguagem e os costumes tornaram a comunidade vulnerável a pessoas indesejáveis, o tipo de coisa que, segundo se alega, fomenta a criminalidade entre qualquer outra etnia em situação semelhante. À medida que os judeus americanos melhoravam suas condições, os bandidos e mafiosos judeus desapareciam ou se fundiam em um ambiente criminoso americano mais assimilado. Os judeus americanos enterraram silenciosamente a memória pública do passado dos gângsteres; diferentemente da Máfia, gângsteres judeus americanos famosos como Meyer Lansky, Dutch Schultz e Bugsy Siegel não fundaram nenhuma família criminosa.
Assim como os irlandeses-americanos e outras etnias (com exceção das organizações criminosas ítalo-americanas), a presença judaico-americana no crime organizado começou a declinar após a Segunda Guerra Mundial. Indivíduos judeus-americanos permanecem intimamente associados ao crime organizado, especialmente o crime organizado ítalo-americano e israelense, mas as organizações criminosas e gangues judaico-americanas que outrora rivalizaram com os mafiosos italianos e irlandeses-americanos durante a primeira metade do Século XX desapareceram em grande parte.

### Final do Século XX até o presente
Nos últimos anos, o crime organizado judaico-americano reapareceu na forma de grupos criminosos mafiosos judeus ortodoxos, israelenses e judeus-russos. Muitos dos mafiosos russos ativos em Nova Iorque, especialmente em Brighton Beach, são na verdade judeus soviéticos, incluindo Marat Balagula, Boris Nayfeld e Evsei Agron.
Da década de 1990 até 2013, membros da gangue de coerção ao divórcio de Nova Iorque sequestraram e torturaram homens judeus ortodoxos em casamentos problemáticos para forçá-los a conceder divórcios religiosos às suas esposas, em alguns casos extorquindo dinheiro delas. Descrita pelos promotores como um "sindicato criminoso" que era "semelhante aos Bloods, aos Crips ou à Máfia", a organização, que cobrava até US$ 100.000 por seus "serviços", foi fechada após uma operação policial orquestrada pelo FBI. Enquanto alguns tentaram fazer uma distinção entre as ações da "operação bem organizada" descritas pelos promotores e os casos tradicionais de sequestro apresentados aos juízes que envolviam assassinato, terrorismo ou sequestro de crianças, a juíza Freda Wolfson disse que não viu nenhuma diferença. O líder da gangue Mendel Epstein foi condenado em 2015 a 10 anos de prisão pelos sequestros, e o co-conspirador Martin Wolmark foi condenado a mais de 3 anos de prisão e uma multa de US$ 50.000. Em outro acontecimento, uma operação policial em 2016 prendeu Aharon Goldberg e Shimen Liebowitz, dois judeus hassídicos Satmar que faziam parte do que o The Forward descreveu como o "submundo do divórcio ortodoxo". A dupla havia conspirado com um terceiro homem para executar um assassinato por encomenda contra um ex-marido.

## Máfia Judaica e Israel
Vários mafiosos judeus-americanos notáveis forneceram apoio financeiro a Israel por meio de doações a organizações judaicas desde a criação do país em 1948. Gangsters judeus-americanos usaram a Lei do Retorno de Israel para fugir de acusações criminais ou enfrentar a deportação; notáveis incluem Joseph "Doc" Stacher, que construiu Las Vegas ao unir a Máfia Judaica e a Máfia Italiana em um sindicato nacional do crime organizado. A primeira-ministra Golda Meir decidiu reverter essa tendência em 1970, quando negou a entrada de Meyer Lansky.
Em 2010, foi relatado pelo WikiLeaks que a Embaixada dos Estados Unidos em Israel, em um telegrama intitulado "Israel: A Terra Prometida do Crime Organizado?", expressou grande preocupação sobre as atividades de figuras do crime organizado israelense e estava tomando medidas para impedir que membros de famílias criminosas recebessem vistos para os Estados Unidos. Diplomatas americanos expressaram preocupação de que Inbal Gavrieli, sobrinha de um dos chefes da máfia mais poderosos de Israel, tenha sido eleita para o Knesset como parlamentar do Likud.

## Máfia russa e israelense nos Estados Unidos
O código de silêncio entre os emigrantes judeus soviéticos em Brighton Beach, na cidade de Nova Iorque, e outros bairros semelhantes em todo o país, sob a Emenda Jackson-Vanik, protegeu novos gangsters judeus-americanos, como Marat Balagula, Boris Nayfeld, Monya Elson e Ludwig Fainberg. No entanto, eles foram criados como judeus seculares  e têm mais em comum culturalmente com os gentios da antiga União Soviética do que com seus predecessores, como Meyer Lansky, Kid Cann e Mickey Cohen, que cresceram em famílias que praticavam o judaísmo ortodoxo.
Figuras do crime organizado judeu soviético de outras nações, como Semion Mogilevich, de Budapeste, também tentaram penetrar nos Estados Unidos, inclusive participando de uma operação de lavagem de dinheiro de US$ 10 bilhões por meio do The Bank of New York Mellon em 1998.
Criminosos organizados do Estado de Israel também estão presentes nos Estados Unidos. A máfia israelense (especialmente a Família Abergil, de Tel Aviv) também está fortemente envolvida no tráfico de ecstasy para a América.

## Membros e associados notáveis
- David Berman, chefe do crime nascido em Odessa, ativo em Iowa, Nova Iorque, Minneapolis e Las Vegas;[116]
- Abe Bernstein, líder da Purple Gang Judaico-Americana em Detroit;[117]
- William Morris Bioff, cafetão do Chicago Outfit e chefe sindical mafioso com sede no sul da Califórnia;[118]
- Charles Birger, chefe do crime da era da Lei Seca, baseado em Harrisburg, Illinois;[119]
- Shondor Birns, imigrante judeu húngaro, extorsionário e agiota com laços estreitos com a família criminosa de Cleveland e as Cinco Famílias;[79]
- Isadore Blumenfeld, conhecido como Kid Cann, imigrante judeu romeno, executor e assassino de aluguel do "A.Z. Syndicate", uma família criminosa judaica de Minneapolis que também opera no sul da Flórida, na Las Vegas Strip, em Chicago e na Louisiana;[54]
- Lepke Buchalter, chefe do esquadrão da máfia Murder, Inc.;[72]
- Meyer "Mickey" Cohen, chefe do crime em Los Angeles;[78]
- Moe Dalitz e Louis Rothkopf, chefes do Cleveland Syndicate;[60]
- John Factor, judeu polonês fugitivo da justiça britânica, mentor da incriminação do chefe da máfia irlandesa Roger Touhy por um sequestro falso e associado sênior do Chicago Outfit, que administrava vários cassinos na Las Vegas Strip;[120]
- Leon Gleckman, imigrante judeu bielorrusso, contrabandista de bebidas alcoólicas e negociador político de Twin Cities, chamado durante a Lei Seca de "O Al Capone de St. Paul";[121]
- Jake Guzik, imigrante da Áustria-Hungria para Chicago, chefe da rede de prostituição em The Levee e fixador político ligado ao Chicago Outfit;[122]
- Mike Heitler, imigrante judeu ucraniano e chefe de rede de prostituição ligado ao Chicago Outfit;[123]
- Phillip Kastel, líder de uma enorme operação ilegal de jogo na Louisiana com ligações à Família Genovese e à família criminosa de Nova Orleans;[124]
- Meyer Lansky, imigrante judeu bielorrusso e chefe da máfia com ligações à Família Genovese;[71]
- William Obront, líder da máfia em Montreal e depois nos Estados Unidos;[125]
- Abe Reles, o assassino mais temido da Murder, Inc.;[126]
- Arnold Rothstein, o chefe do crime de Nova Iorque;[14]
- Dutch Schultz, chefe do crime judeu-americano de origem alemã que opera no Bronx e no Harlem;[52]
- Bugsy Siegel, associado de Lansky, dono de cassino e chefe do crime de Las Vegas;[58]
- Abner Zwillman, chefe do crime de Nova Jersey.[56]